# Riccardo Chartroux
Riccardo Chartroux (Roma, 20 maggio 1966) è un giornalista italiano.

## Biografia
Entra alla Rai tramite un concorso per giornalisti praticanti nel 1992. Comincia il suo lavoro in Rai nel 1995 al Tg3 e il direttore di allora Lucia Annunziata lo porta nella redazione cronaca svolgendo anche l'incarico di inviato, successivamente passa alla redazione esteri seguendo la tragedia di Lady Diana e il sequestro di Giuliana Sgrena.
Nel 2010 viene promosso alla conduzione del Tg3 prendendo il posto di Bianca Berlinguer passata a dirigere il telegiornale. Da dicembre 2018 è vicedirettore del TG3.

## Vita privata
Dal 24 giugno 2004 è sposato con la giornalista Maria Luisa Busi dalla quale ha avuto due figlie, Beatrice nata nel 2003 e Luce nata nel 2007.